# Фейнман, Ричард
Ри́чард Фи́ллипс Фе́йнман (Фа́йнман) (англ. Richard Phillips Feynman; 11 мая 1918, Куинс, Нью-Йорк, США — 15 февраля 1988, Лос-Анджелес, США) — американский физик, основные достижения относятся к области теоретической физики и квантовой физики. Один из создателей квантовой электродинамики. Лауреат Нобелевской премии по физике (1965, совместно с С. Томонагой и Дж. Швингером).
В 1943—1945 годах входил в число разработчиков атомной бомбы в Лос-Аламосе. Разработал метод интегрирования по траекториям в квантовой механике (1948), а также так называемый метод диаграмм Фейнмана (1949) в квантовой теории поля, с помощью которых можно объяснять превращения элементарных частиц. Предложил партонную модель нуклона (1969), теорию квантованных вихрей. Реформатор методов[прояснить] преподавания физики в вузе.
Кроме теоретической физики также занимался исследованиями в области биологии.

## Детские годы и юность
Ричард Филлипс Фейнман родился в еврейской семье. Его отец, Мелвилл Артур Фейнман (1890—1946), эмигрировал в США из Минска с родителями в 1895 году; родители матери, Люсиль Фейнман (урождённой Филлипс, 1895—1981), эмигрировали в США из Польши. Семья жила в Фар-Рокавей на юге Куинса в Нью-Йорке. Его отец решил, что если у него родится мальчик, то этот мальчик будет учёным. (В те годы от девочек, хоть они и могли де-юре получить академическую степень, не ожидалось научного будущего. Младшая сестра Ричарда Фейнмана, Джоан Фейнман, опровергла это мнение, став известным астрофизиком). Отец развивал детский интерес Ричарда к познанию окружающего мира, подробно отвечая на многочисленные вопросы ребёнка, используя в ответах знания из областей физики, химии, биологии, часто ссылаясь на справочные материалы. Обучение не было давящим (отец никогда не говорил Ричарду, что он должен быть учёным).
Свою первую работу Фейнман получил в 13 лет, ремонтируя радиоприёмники.

## Первый брак и работа в Лос-Аламосе

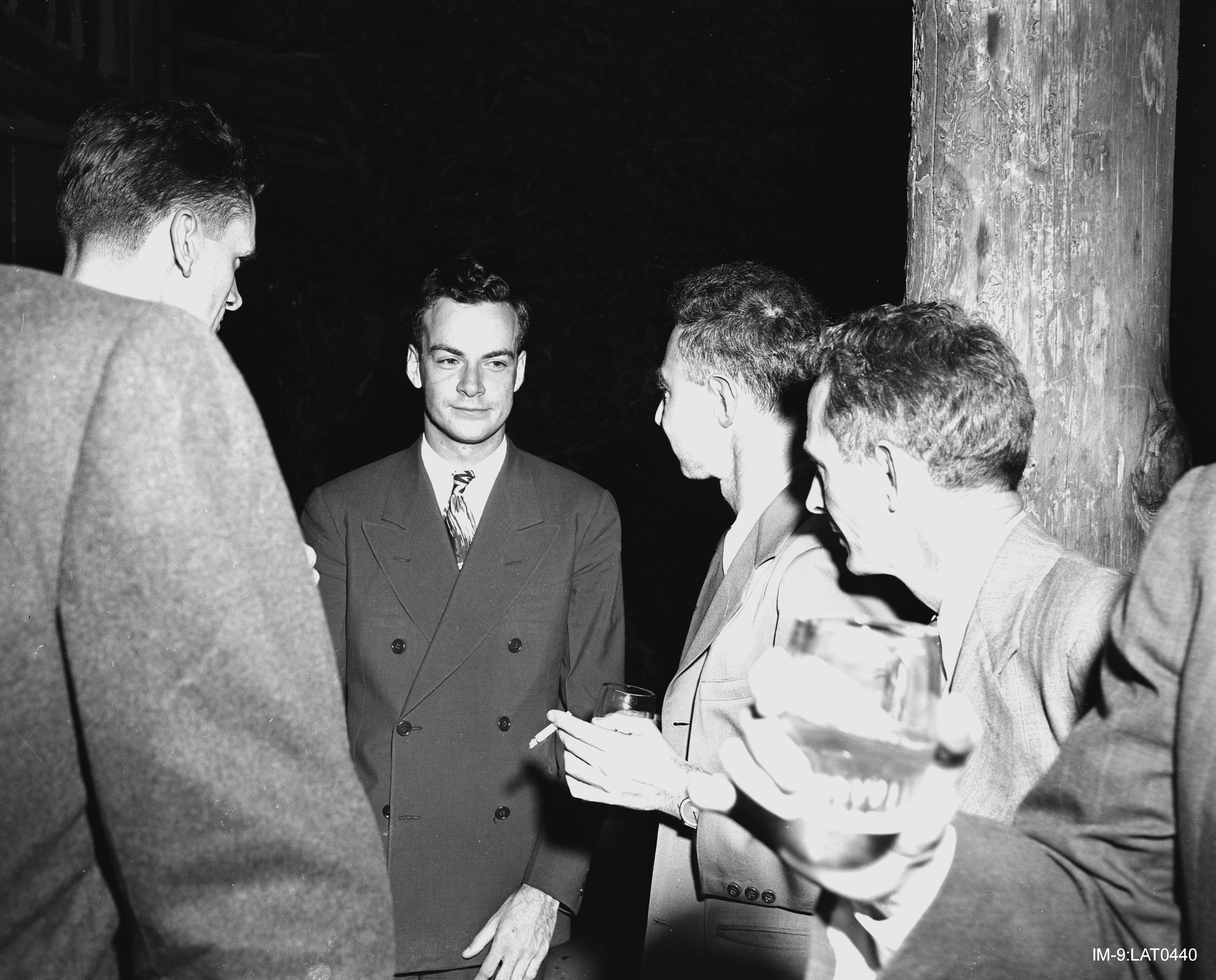
Фейнман в Лос-Аламосе

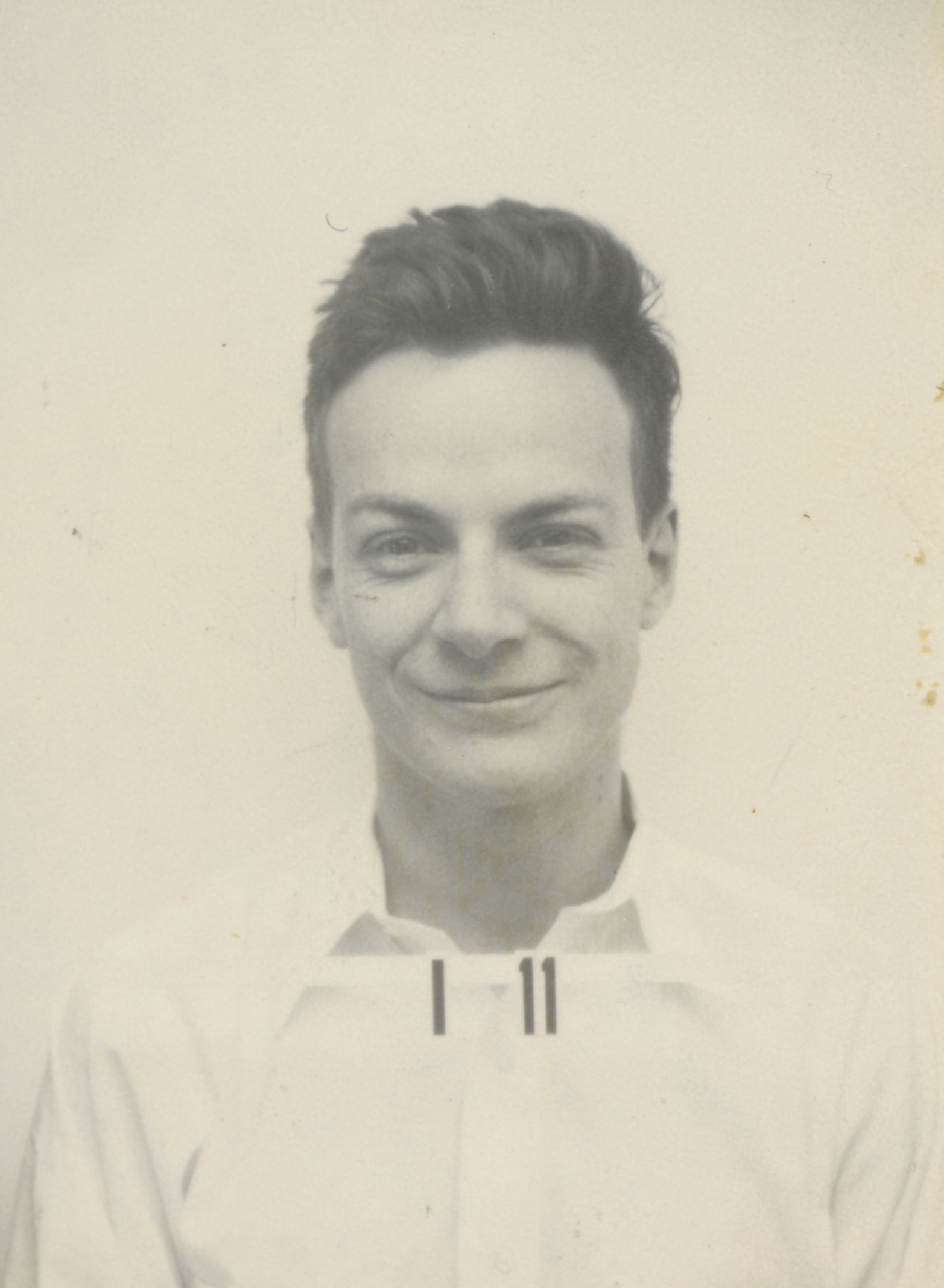
Фейнман в Лос-Аламосе

Ричард Фейнман закончил четырёхлетнее обучение в Массачусетском технологическом институте на факультете физики и продолжил обучение в Принстонском университете.
Когда разразилась Вторая мировая война, Ричард Фейнман, будучи уже аспирантом Принстона, попытался пойти добровольцем на фронт. Однако, все, что ему смогли предложить в местной призывной комиссии — это строевая подготовка на общих основаниях. После раздумий Ричард отказался, в надежде, что физику смогут найти в армии лучшее применение. Вскоре он принял участие в разработке последних, перед появлением первых компьютеров, механических счетных машин, которые работали для расчета артиллерийских траекторий.
Во время написания квалификационной работы на соискание степени доктора философии по физике, Фейнман женился на Арлин Гринбаум, в которую был влюблён с тринадцати лет и с которой был помолвлен в 19 лет. К моменту свадьбы Арлин была обречена на смерть от туберкулёза.
Родители Фейнмана были против свадьбы, но Фейнман, тем не менее, поступил по-своему. Церемония бракосочетания была проведена по пути на вокзал для отбытия в Лос-Аламос; свидетелями были счетовод и бухгалтер, служащие мэрии Ричмонда; родственников новобрачных на церемонии не было. По окончании церемонии, когда пришёл черёд мужу целовать невесту, Ричард, помня о болезни жены, запечатлел целомудренный поцелуй на щеке Арлин.
В Лос-Аламосе Фейнман принимал участие в разработке атомной бомбы (см. Манхэттенский проект). На момент набора персонала Фейнман всё ещё учился в Принстоне, и ему подал идею вступить в проект знаменитый физик Роберт Уилсон. Поначалу Фейнман не горел желанием работать над атомной бомбой, но потом подумал, что будет, если нацисты изобретут её первыми, и присоединился к разработке. В то время, когда Фейнман работал в Лос-Аламосе, его жена Арлин находилась в больнице города Альбукерке (Albuquerque) неподалёку, и каждые выходные Фейнман проводил с ней.
Во время работы над бомбой Фейнман приобрёл навыки взломщика сейфов. Он доказал недостаточность принимаемых мер безопасности, выкрадывая всю информацию по разработке атомной бомбы из сейфов других сотрудников — абсолютно всю, от технологии обогащения урана и до руководства по сборке бомбы. Правда, эти документы были нужны ему для работы. В автобиографической книге «Вы, конечно, шутите, мистер Фейнман!» он рассказывал, что занимался открыванием сейфов из любопытства (как и многим другим в своей жизни) и после долгого изучения предмета нашёл несколько уловок, которыми пользовался для открывания сейфовых шкафов в лаборатории. Также в этом деле ему часто помогала человеческая неосмотрительность, а подчас и везение. Таким образом он заработал репутацию взломщика и недоверие со стороны военного начальства.

## Послевоенное время и основной вклад в науку
С 1950-х годов Фейнман работал исследователем в Калифорнийском технологическом институте. После войны и смерти жены Фейнман чувствовал себя опустошённым, поэтому его не переставало удивлять число приглашений занять должности на университетских кафедрах. В конце концов он даже получил приглашение в Принстон — а там преподавали такие гении, как Эйнштейн. Фейнман решил, что если мир хочет его, он его получит, а оправдаются ожидания мира заполучить великого физика или нет — это не его [Фейнмана] проблема. Как только Фейнман прекратил сомневаться в себе и ставить себе какие-то рамки и цели, он снова почувствовал прилив сил и вдохновения. Тогда же Фейнман пообещал себе не работать с тем, с чем он не сможет поиграть.
Фейнман продолжил работать над собственной теорией квантовых превращений. Кроме того, он совершил прорыв в понимании физики сверхтекучести, применив к этому явлению уравнение Шрёдингера. Это открытие, вкупе с объяснением сверхпроводимости, полученным тремя другими физиками немного ранее, дало новый толчок в физике низких температур. Помимо этого, Фейнман работал вместе с Мюрреем Гелл-Манном, первооткрывателем кварков, над теорией «слабого распада», лучше всего проявляющегося в бета-распаде свободного нейтрона на протон, электрон и антинейтрино. Эта работа фактически позволила открыть новый закон природы. Фейнман высказал идею квантовых вычислений.
В 1960-х годах по просьбе академии Фейнман потратил три года на создание нового курса физики. Результатом был учебник «Фейнмановские лекции по физике», который и по сей день считается одним из лучших учебников по общей физике для студентов.
Фейнман также сделал важный вклад в методологию научного познания, разъясняя студентам принципы научной честности и публикуя соответствующие статьи (например, о культе карго).
В 1964 году Фейнман прочитал в Корнеллском университете 7 популярных лекций по физике «Характер физических законов», которые легли в основу одноимённой книги.

## Участие в психологических экспериментах
В 1960-х годах Фейнман участвовал в экспериментах своего друга Джона Лилли по сенсорной депривации. В книге «Вы, конечно, шутите, мистер Фейнман!» он описывает многократный яркий опыт испытанных галлюцинаций в специальной камере с солёной водой, изолированной от внешних воздействий. В ходе экспериментов Фейнман даже курил марихуану и принимал кетамин, однако провести опыт с ЛСД он отказался, опасаясь повредить свой мозг.

## Личная жизнь
В 1950-х годах Фейнман женился повторно, на Мэри Лу (Mary Lou), но скоро развёлся, поняв, что принял за любовь то, что в лучшем случае было сильным увлечением.
В начале 1960-х годов на конференции в Европе Фейнман встретил женщину, которая в будущем стала его третьей женой — англичанку Гвинет Ховарт (Gweneth Howarth). У пары Ричард-Гвинет родился ребёнок Карл (Carl), и они также взяли приёмную дочь, Мишель (Michelle).
Затем Фейнман заинтересовался искусством, чтобы понять, какое именно влияние искусство оказывает на людей. Он брал уроки рисования. Поначалу его рисунки не отличались красотой, но с течением времени он стал неплохим портретистом. Свои картины он подписывал псевдонимом Офей (Ofey). Ofey (сленг) — так афроамериканцы называли белых. Фейнман достиг успеха в создании картин, это позволило ему провести свою персональную выставку.
В 1970-х годах Фейнман, его жена и их друг Ральф Лейтон (сын физика Роберта Лейтона) задумали поездку в Туву. Поездка не состоялась из-за бюрократических проблем, связанных с политикой холодной войны. Ральф Лейтон позже написал книгу «В Туву любой ценой!», о последних годах жизни Фейнмана и событиях вокруг получения разрешений на поездку.

## Работа в комиссии по расследованию катастрофы шаттла «Челленджер»
28 января 1986 года Национальное аэрокосмическое агентство запустило космический челнок многоразового использования «Челленджер». Он взорвался через 73 секунды после отрыва от стартового стола. Для расследования причин катастрофы была создана президентская комиссия, и Гвинет убедила мужа участвовать в расследовании. Причины проблемы: ракетные ускорители первой ступени, поднимавшие сам челнок и огромный топливный бак, состоят из цилиндрических секций, соединения которых были защищены в районе теплозащитного покрытия цинкохроматной мастикой, а металлических оболочек — резиновыми кольцами. При низких температурах окружающего воздуха свойства мастики не обеспечивали надёжной изоляции резиновых уплотнений от воздействия раскалённых газов. Кроме того, из-за так называемой «ротации соединения» в нём образовалась щель, которую резиновые кольца, потерявшие при низкой температуре эластичность, быстро закрыть не смогли. О недостатках этой конструкции и имевших уже место прогарах резины, о близкой к 0 °C температуре воздуха при запуске и потере резиной эластичности в этих условиях, Фейнману рассказали специалисты Лаборатории реактивного движения Калифорнийского Технологического института, члены комиссии генерал ВВС Дональд Кутина и астронавт НАСА доктор Салли Райд. В ходе эффектного эксперимента, проведённого Фейнманом при помощи кольца из уменьшенной модели космического челнока, пассатижей и стакана со льдом, было показано, что при низких температурах кольцо теряло свою эластичность. Нарушение герметичности позволило горячим газам прожечь корпус правого ускорителя и пережечь его соединение с топливным баком. Повернувшись вокруг верхнего соединения, корпус ускорителя ударил по верхней части топливного бака, разрушив его и вызвав взрыв жидкого водорода. Именно это и случилось 28 января, когда низкая температура воздуха повлияла на качество термоизоляции и эластичность резиновых уплотнений.
Эксперимент, продемонстрированный по телевидению в прямом эфире, принёс Фейнману славу человека, разгадавшего тайну катастрофы, на что он, впрочем, и не претендовал. В НАСА знали о том, что запуск Шаттла при низкой температуре воздуха чреват катастрофой, но решили рискнуть. Технический и обслуживающий персонал, тоже знавший о возможной катастрофе, были принуждены к молчанию.
Работа Фейнмана в комиссии экранизирована в фильме Би-Би-Си 2012 года «Челленджер», в котором его сыграл Уильям Хёрт.

## Болезнь Фейнмана и его смерть

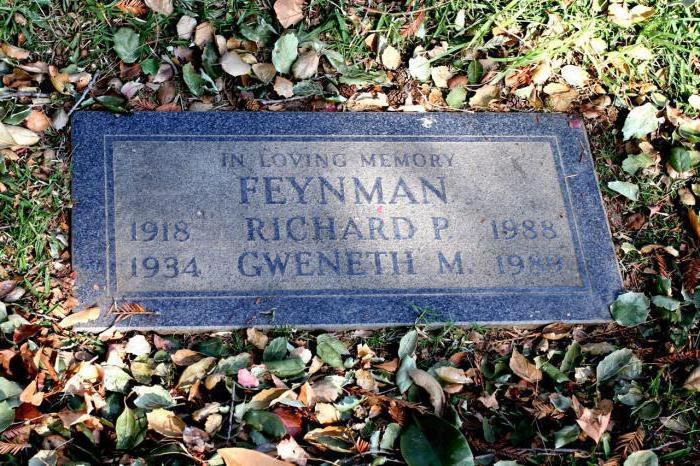
Могила Ричарда Фейнмана

В конце 1978 года выяснилось, что Фейнман болен липосаркомой, редкой формой рака. Опухоль в брюшном отделе была удалена, но организм уже невосполнимо пострадал. Одна из его почек отказала. Несколько повторных операций не оказали существенного влияния на развитие болезни; Фейнман был обречён.
Состояние Фейнмана постепенно ухудшалось. В 1987 году была обнаружена ещё одна раковая опухоль. Её удалили, но Фейнман был уже очень слаб и постоянно мучился от боли. В феврале 1988 года он был снова госпитализирован, и врачи обнаружили помимо рака ещё и прободную язву двенадцатиперстной кишки. Вдобавок ко всему, отказала оставшаяся почка.
Можно было подключить искусственную почку и подарить Фейнману ещё несколько месяцев жизни, но он подписал отказ от медицинской помощи. 15 февраля 1988 года Ричард Фейнман умер. Он похоронен в простой могиле на кладбище Mountain View в Алтадине. Его жена Гвинет похоронена рядом с ним.
В 1985 году вышла книга, оформленная в виде подборки случившихся с Фейнманом историй, под общим названием «Вы, конечно, шутите, мистер Фейнман!». Второй том этого сборника называется «Какое тебе дело до того, что думают другие?». По мотивам этих книг был снят фильм «Бесконечность» с Мэттью Бродериком в главной роли, в эпизодических ролях снялись дочь Фейнмана Мишель и сестра Джоан (астрофизик по профессии).

## Автомобиль Фейнмана
В 1975 году Фейнман купил вэн Dodge Tradesman. Автомобиль был раскрашен снаружи в популярные в то время горчичные цвета, а внутри — в оттенки зелёного, и на автомобиле были нарисованы принёсшие их создателю Нобелевскую премию диаграммы Фейнмана. На этом автомобиле было сделано множество длительных поездок. Фейнман заказал также особые номерные таблички, надпись на которых гласила «QANTUM» (то есть «quantum», квант).
Иногда Фейнман ездил в этом автомобиле на работу, но в основном на нём ездила его жена Гвинет. Однажды на светофоре её спросили, почему на её автомобиле нарисованы диаграммы Фейнмана, на что она ответила: «Потому что меня зовут Гвинет Фейнман».
После смерти Ричарда Фейнмана автомобиль был продан другу семьи Ральфу Лейтону за 1 доллар. Продажа за $1 — это способ, которым Ричард обычно избавлялся от старых автомобилей. Автомобиль служил своему новому хозяину ещё долго; в 1993 году он участвовал в марше памяти Ричарда Фейнмана.

## Награды и признание
- Премия Эйнштейна Мемориального фонда Льюиса и Розы Страусс (1954)
- Премия Эрнеста Лоуренса Комиссии по атомной энергии Соединенных Штатов Америки (1962)
- Мессенджеровские лекции (1964)
- Нобелевская премия по физике (1965)
- Медаль Эрстеда (1972)
- Международная золотая медаль Нильса Бора Датского общества инженеров-строителей, электриков и механиков (1973)
- Национальная научная медаль США (1979).

Фейнман был членом Американского физического общества (1946), Бразильской академии наук и Лондонского королевского общества (1965). Он был избран членом Национальной академии наук США (1954), но позднее вышел в отставку.